# Murravia exarata
Murravia exarata är en armfotingsart som först beskrevs av Sir Joseph Cooke Verco 1910.  Murravia exarata ingår i släktet Murravia och familjen Cancellothyrididae. Inga underarter finns listade i Catalogue of Life.